# 道格·亨普希尔
道格·亨普希尔（英語：Doug Hemphill）为一位美国音讯工程师。他曾获得过3次奥斯卡最佳音响效果奖，并7次提名这一奖项。自1979年起他参与了160多部电影的制作。

## 精选影视作品
亨普希尔赢得过3次奥斯卡奖，并获得7次提名。
获奖：
- 最后的莫希干人 (1992)[1]
- 沙丘 (2021)
- 沙丘2 (2024)

提名：
- 至尊神探 (1990)[2]
- 杰罗尼莫-印第安之鹰（英语：Geronimo: An American Legend） (1993)[3]
- 空军一号 (1997)[4]
- 惊曝内幕（英语：The Insider (film)） (1999)[5]
- 怒海争锋 (2003)[6]
- 与歌同行 (2005)[7]
- 少年派的奇幻漂流 (2012)[8]
- 银翼杀手2049 (2017)[9]